# Старобадіковське сільське поселення
Старобаді́ковське сільське поселення (рос. Старобадиковское сельское поселение) — муніципальне утворення у складі Зубово-Полянського району Мордовії, Росія. Адміністративний центр — село Старе Бадіково.
Станом на 2002 рік існували Новобадіковська сільська рада (село Нове Бадіково) та Старобадіковська сільська рада (село Старе Бадіково, селище Леніна, Марляй).
24 квітня 2019 року ліквідоване Новобадіковське сільське поселення (село Нове Бадіково) було приєднане до складу Старобадіковського сільського поселення.

## Населення
Населення — 795 осіб (2019, 1107 у 2010, 1415 у 2002).

## Склад
До складу поселення входять такі населені пункти:
| Населений пункт      | Населення, осіб (2002) | Населення, осіб (2010) |
| -------------------- | ---------------------- | ---------------------- |
| Леніна, селище       | 121                    | 95                     |
| Марляй, селище       | 14                     | 4                      |
| Нове Бадіково, село  | 634                    | 533                    |
| Старе Бадіково, село | 646                    | 475                    |